# Relict Lake
Der Relict Lake (englisch für Überbleibselsee) ist ein kleiner See auf Deception Island im Archipel der Südlichen Shetlandinseln. Er liegt südöstlich der Pendulum Cove.
Das UK Antarctic Place-Names Committee benannte ihn 1957. Namensgebend ist der Umstand, dass laut den zwischen Januar und März 1829 durchgeführten Vermessungen von Leutnant Edward Nicholas Kendall (1800–1845) von der Royal Navy, Besatzungsmitglied bei der Antarktisfahrt der HMS Chanticleer (1827–1831), die Pendulum Cove zu jener Zeit eine größere Ausdehnung hatte als heute und der See ein Relikt dieser Ausdehnung ist.